# 八月之光
《八月之光》（英語：Light in August）是美国作家威廉·福克纳的第七部长篇小说，完成于1932年2月19日。一个月后本·沃森看了该书的打印稿。他托沃森帮忙寻找能够分期连载该书的杂志，但失败了。这是一部反思种族主义和清教主义的小说，剧情的叙述是按照向前的时序，但也时时插入倒叙。象征主义的手法在书中大量运用。
10月该书出版，《星期六论坛报》、《时代》、《纽约先驱论坛报》均刊登了正面的评论。詹姆斯·法雷尔在《纽约太阳报》上发表文章称该书“充满力度和驱动力”，英国评论家理查德·奥尔丁顿说“读者不会对作家的意图和情感产生丝毫的怀疑。他将自己投身于一个不同寻常的行为：批评自己所属的那个人群对于生活的基本假设。”吉恩·斯图尔特在《剑桥评论》上说“他描绘的是颓废而绝望的时代中的那些被扭曲的灵魂；这样的书对于我们、对于他的同代人，毫无疑问具有致命的效果。”
主人公乔·克里斯默斯出生在孤儿院，父亲被具有强烈清教主义和种族主义思想的外祖父杀害，母亲也因外祖父的緣故而难产死去。长大后在孤儿院工作，因被怀疑有黑人血统被育婴管理员驱逐，被农场主收养后又受尽迫害。在杀害了无视他人格的情人乔安娜后，被凌虐至死。另一条主线讲述了农村姑娘莉娜去杰弗生找情人，然而遭到无情抛弃，最后在好心人帮助下回到家乡。主人公乔的种族身份并不确定，只因为众人的怀疑就被社会所抛弃。作者由此揭露了种族主义偏见对人心的腐蚀，而客观的血统问题本身已不再重要。这部小说看起来手法比较传统，因而一问世就得到评论界的好评，但也有论者指责其结构松散。除了继承以前作品的历史意识，还拥有更为宽广的视界，尤其是对种族问题的探讨达到了新的深度。